# Iğdır (provinca)
Provinca Iğdır je provinca, ki se nahaja v zahodni Anatoliji v Turčiji ob Vzhodni Anatolijai. Okoliške province so Kars, na vzhodu in Ağrı na jugu. Središče province je mesto Iğdır. Ena izmed glavnih rek v provinci je Aras Nehri.

## Zgodovina
Potem pa so jo v 16. stoletju zavzeli Otomanski Turki. Med letoma 1878 in 1917 je bila večina ozemlja današnje province del Rusije, ki jih je vodil Kazım Karabekir priključile Turčiji v vojni za neodvisnost. Takrat je prišlo tudi do velikih pokolov na obeh straneh, in kot rezultat so ob mirovni vsi neturški in nemuslimanski prebivalci zapustili pokrajino.

## Okrožja
- Aralık
- Iğdır
- Karakoyunlu
- Tuzluca

Koordinati:   39°53′37″N, 43°59′52″E